# Stiftelsen Stadsperspektiv
"Stadsperspektiv av Ilja Varlamov och Maksim Kats" (ryska: «Городские проекты Ильи Варламова и Максима Каца») är en rysk ideell stiftelse, grundad av politikern Maksim Kats och journalisten Ilja Varlamov 2012. Stiftelsen har syftat till att förbättra stadsmiljön med hjälp av modern urbanism. Stiftelsen står bakom ett antal initiativ i Moskva, som mötts av blandade reaktioner från myndigheterna, och har även arbetat i många andra regioner i Ryssland.
År 2019 valdes organisationens medarbetare Darja Besedina till ledamot av Moskvas stadsduma. År 2020 blev chefen för "Stadsperspektiv" i Tomsk, David Avetjan, invald i Tomsk stadsduma, och chefen för "Stadsperspektiv" i Samara, Vadim Aleksejev, blev invald i Samaras stadsdelsfullmäktige.
Stiftelsen pausade sin verksamhet i mars 2022.

## Grundande

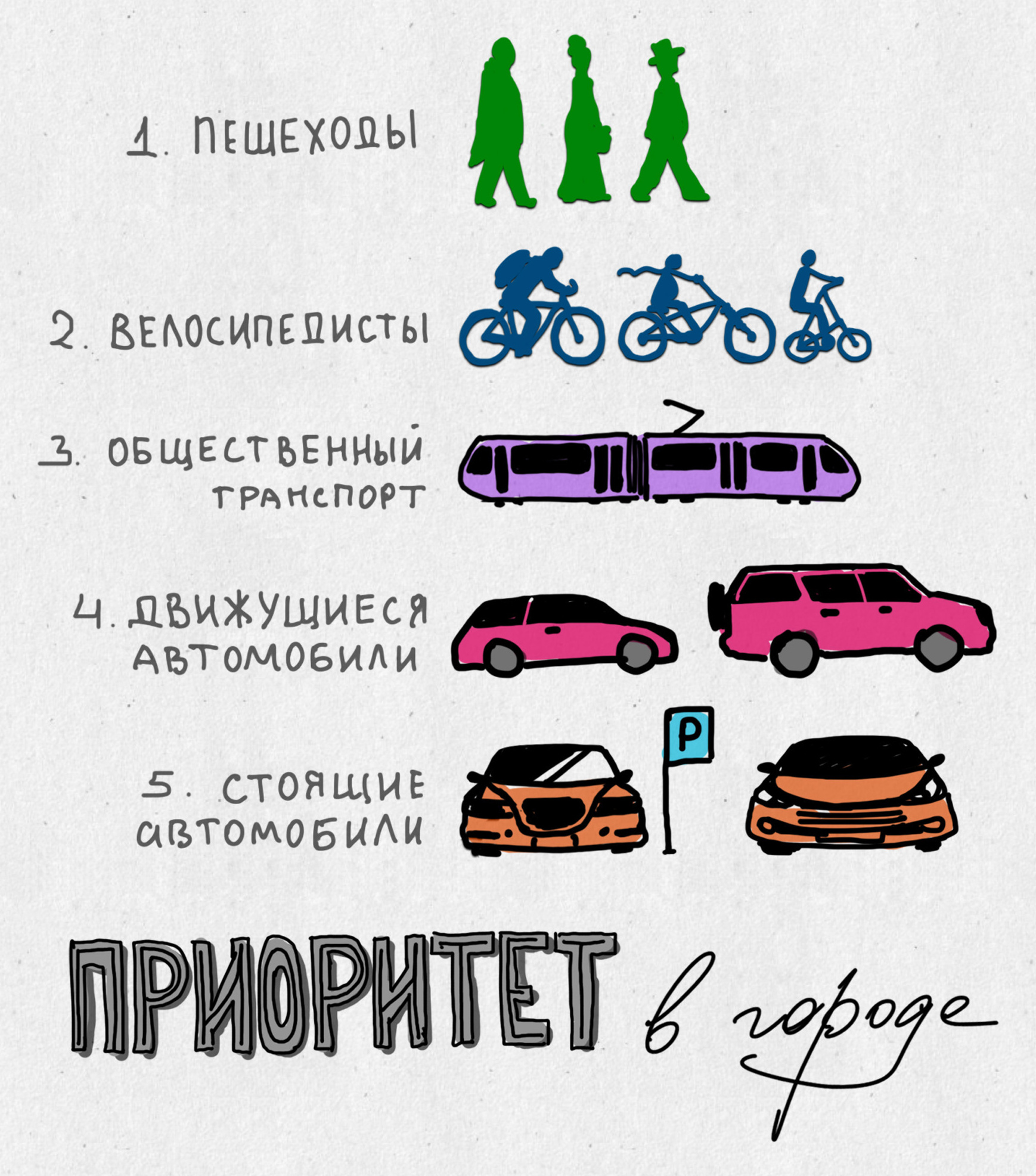
Stadsmässiga prioriteringar ur stiftelsens perspektiv

Stiftelsen grundades efter att Ilja Varlamov inte lyckades samla in tillräckligt med namnunderskrifter för att ställa upp som kandidat till borgmästare i Omsk. Ursprungligen planerade Varlamovs team att rekonstruera gator och förändra stadens övergripande arkitektoniska utseende, men efter att idén misslyckades beslutade man att inleda liknande verksamhet i första hand i Moskva. Vjatjeslav Dvorakovskij, som senare valdes till borgmästare, stödde Varlamovs idéer och sade i ett valtal att han var redo att genomföra hans projekt.
Den 4 juni 2012 tillkännagavs projektets lansering. Kats och Varlamov meddelade att de inom ramen för projektet planerade att utarbeta rekommendationer för utseendet på Tverskaja-gatan i Moskva, grönska, placering av gatumöbler och annat. Man planerade att hålla föreläsningar, översätta litteratur, skapa och sprida visuellt material.
De första initiativen som tillkännagavs var:
- placering av askkoppar på Tverskaja,
- undersökning och utarbetande av rekommendationer för att förbättra gånginfrastrukturen på Tverskaja,
- förberedelser för att hålla en karneval i Moskva,
- undersökning och utveckling av ett projekt för att förändra gator, kollektivtrafiklinjer, parker, gårdar och torg i Sjtjukino-distriktet.

Ilja Varlamov förklarade hur man skulle bestämma och genomföra uppgifterna:

Det finns två sätt att genomföra detta: det första är att vi kommer med idéerna och samlar in pengar till dem, och det andra är förslag från invånarna. Invånare i vilken stad som helst kan ge oss ett intressant förslag, och vi kommer att försöka använda våra verktyg för att hjälpa dem att genomföra, utveckla eller stödja det.

"Stadsperspektiv" finansieras gemensamt genom sponsring och gräsrotsfinansiering. År 2012 planerade även Moskvas stadsinformationscentrum att bli informationssponsor för stiftelsen utan ekonomisk finansiering. Enligt stiftelsens rapport för 2017 och första halvåret 2018 uppgick stiftelsens intäkter till cirka 3,1 miljoner rubel, varav 2,5 miljoner rubel var privata donationer, 40 tusen rubel var riktade donationer till Sankt Petersburg, 424 tusen rubel var ett lån från grundarna, 63 tusen rubel kom från bokförsäljning och 37 tusen rubel från försäljning av produkter med "Stadsperspektivs" symbolik. Totalt mottog "Stadsperspektiv" 2619 donationer med ett genomsnittligt belopp på 952 rubel.
Verkställande direktör för stiftelsen från december 2017 till april 2018 var Pjotr Ivanov.

## Verksamhet i Moskva
Innan varje projekt inleds genomförs fältundersökningar med deltagande av volontärer: gångtrafik, fotgängarbeteende studeras. Data från studier av framstående urbanister används: Jan Gehl, Vukan Vuchic och andra.
För att studera europeiska städer, samt för att hitta en arkitekt som kunde konsultera initiativen i Sjtjukino, åkte Varlamov och Kats på en expedition genom Europa. Maksim Kats hävdade att Moskvas stad skulle sponsra resan, men stadens informationscentrum förnekade att de skulle ge ekonomiskt stöd. Enligt Georgij Prokopov, biträdande chef för centret, gällde avtalet endast informationsstöd för expeditionen.
Under expeditionen ägnades särskild uppmärksamhet åt gång- och cykelinfrastruktur, organisering av bekväm kollektivtrafik och detaljer i gatumiljön. Videorapporter publicerades efter resan.

### Förbättring av Sjtjukino-distriktet

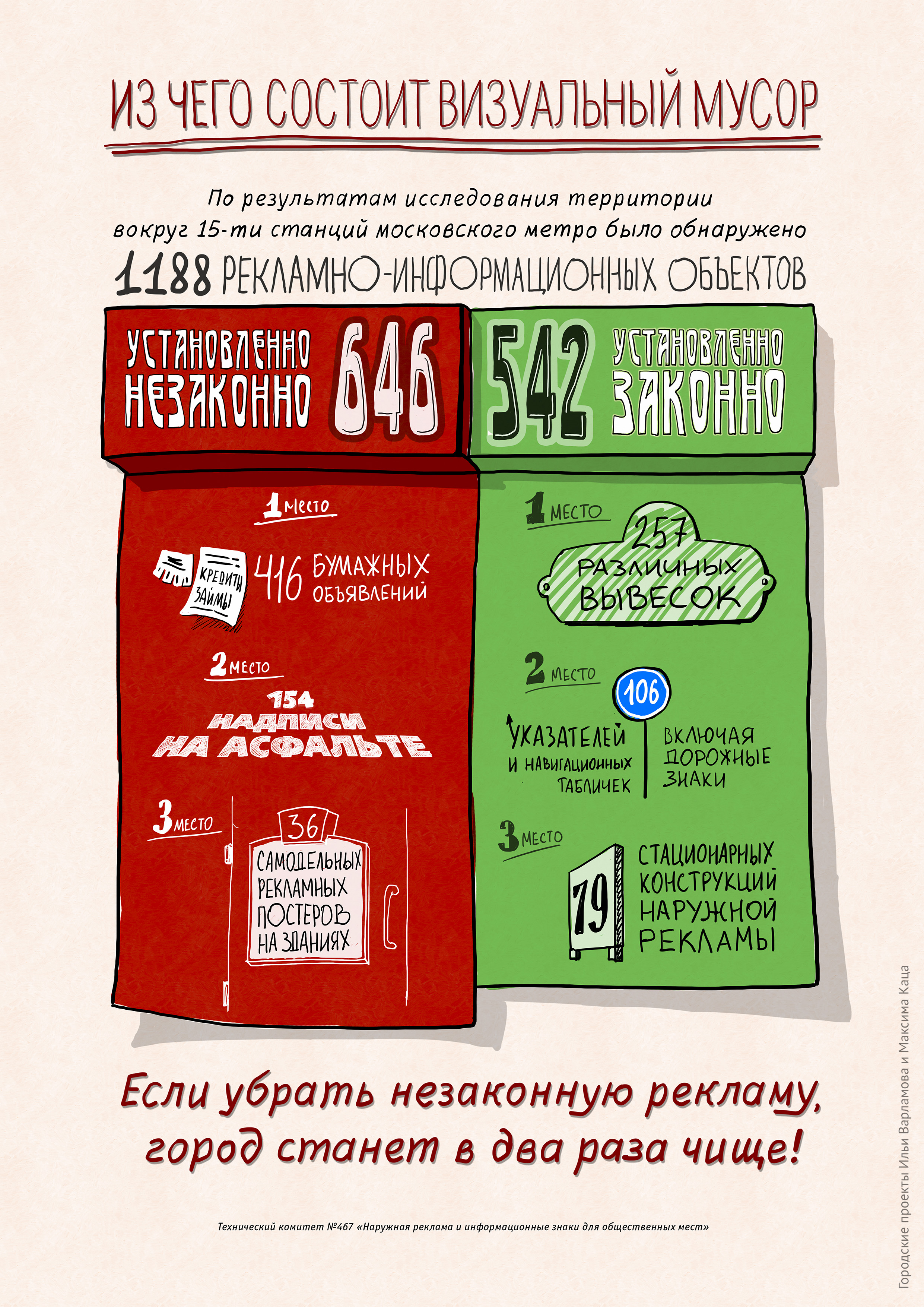
Affisch om visuellt skräp

Stiftelsens första undersökningar genomfördes i Sjtjukino-distriktet. Data om människors aktivitet i området övertygade kommunfullmäktige att köpa 500 parkbänkar. När de undersökte Sjtjukino-distriktet upptäckte stiftelsens volontärer ett problem med utformningen av gångvägar och övergångsställen. Varje dag sprang upp till 700 personer över vägen vid samma punkt på Sjtjukinskaja-gatan. Den insamlade informationen övertygade lokala myndigheter att måla ett övergångsställe vid den punkten.
En annan inriktning på förbättringen av området var kampen mot olaglig reklam. Genom att sätta press på lokala myndigheter och de som själva satte upp olaglig reklam minskade mängden visuellt skräp.
Maksim Kats har vid upprepade tillfällen betonat behovet av att förbättra gatumiljön:

– Om det bor trehundra arbetande människor i ett hus och det finns en hemlös person på gården, får alla trehundra invånarna intrycket av att det bara finns hemlösa personer på gårdarna. För den hemlösa personen tillbringar tjugofyra timmar på gatan, medan de arbetande människorna tillbringar fem minuter om dagen där. Det är nödvändigt att skapa en bekväm gatumiljö för att locka ut normala människor: gatukonditorier, rullskridskobanor, bänkar, bord, gratis Wi-Fi, utomhusbio.

— Maksim Kats. 

För att uppnå samma mål inom ramen för "Stadsperspektiv" utvecklades ett projekt för ett rekreationsområde på Marshal Vasilevskij Street i Sjtjukino. Undersökningar av stiftelsens volontärer visade att det fanns en efterfrågan på att utveckla detta område för fritidsaktiviteter. Projektet innebär att man utformar utrymmet i form av bänkar i amfiteaterstil, byter gräsmatta, förenar kiosker till ett gemensamt handelsområde, installerar bord och ett tak som skyddar mot regn. Det rapporteras att prefekturen i Nordvästra administrativa okrugen stöder initiativet.

### Förbud mot parkering på trottoarer på Tverskaja-gatan

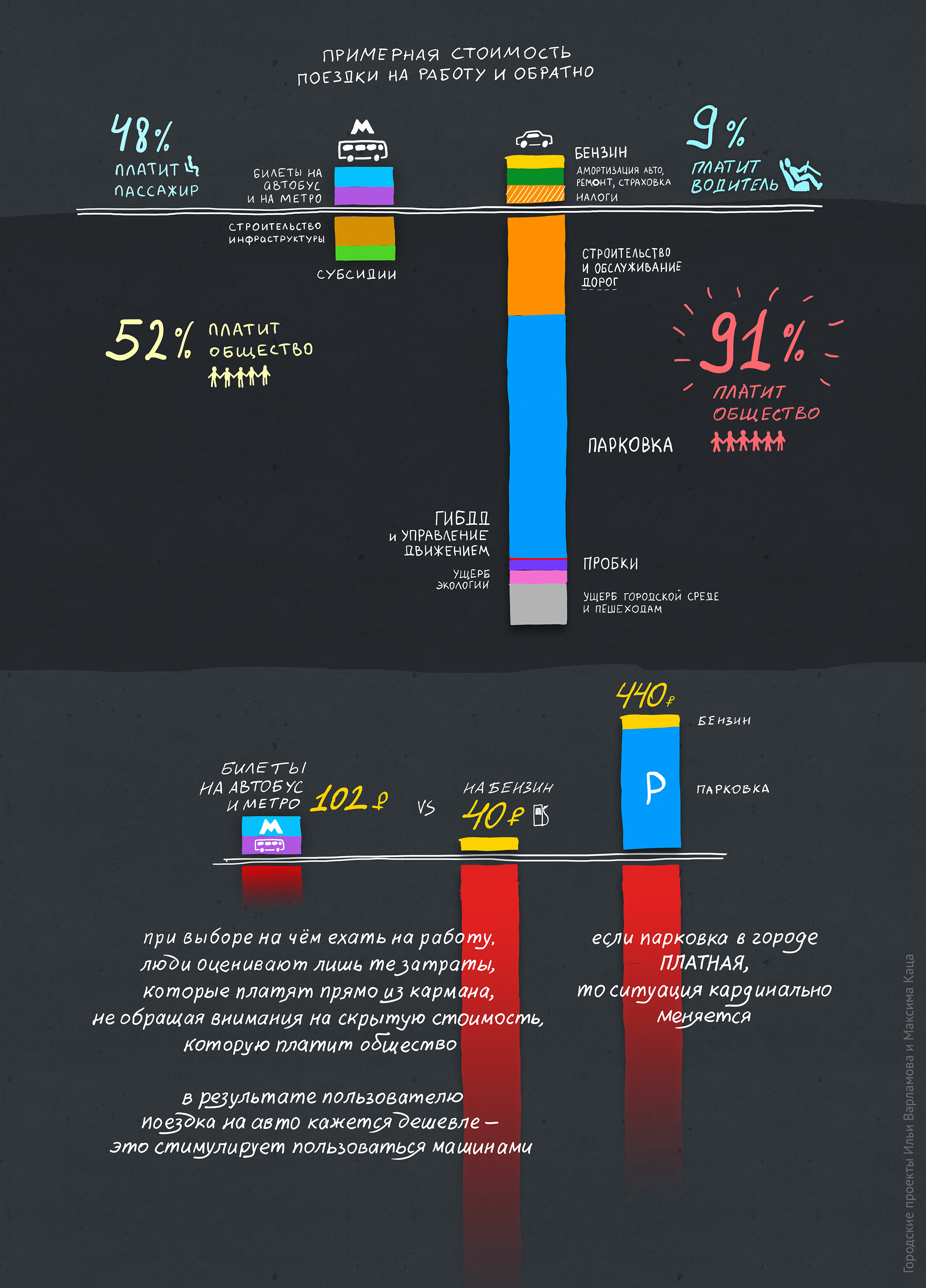
Infografik från utställningen "Städer för människor"

Stiftelsen "Stadsperspektiv" förespråkar aktivt ett förbud mot parkering på trottoarer, utveckling av kollektivtrafik, cykel- och gånginfrastruktur istället för att bygga fler vägar.
Redan innan "Stadsperspektiv" lanserades publicerade Maksim Kats sin bedömning av hur utrymmet på Tverskaja-gatan fördelades mellan fotgängare och bilister: bilister utgör 1 % av användarna av trottoarer, men de upptar 67 % av utrymmet. Med stiftelsens grundande blev det möjligt att göra en mer detaljerad studie av situationen på Tverskaja. Resultaten publicerades på Ilja Varlamovs och Maksim Kats bloggar.
Den 12 oktober 2012 togs parkeringsmarkeringarna på trottoarerna på Tverskaja-gatan bort och parkerade bilar började bogseras bort. Enligt Anton Buslov, medordförande för den interregionala icke-statliga organisationen "Stad och transport", fattades detta beslut efter att myndigheterna hade läst "Stadsperspektivs" rapport.
Maksim Kats beskriver hur staden fattade beslutet:

Vi gjorde en detaljerad studie av hur många bilar som parkerar där och hur många fotgängare som passerar. Vi publicerade dessa siffror, som jag tog med mig till vice borgmästaren för transport, Maksim Liksutov. Jag sa till honom: "Vad sägs om att ta bort allt detta, annars ska vi skriva ut 20 000 flygblad och dela ut dem på gatorna. Folket kommer då att kräva det, och ni kommer att ta bort det i alla fall." Han höll en presentation för Sergej Sobjanin vid "Transporttimmen" baserat på detta material. Nästa natt togs alla parkeringsplatser från trottoarerna från Pusjkinskaja till Manege bort.

— Ilja Azar. 

En enkät som genomfördes bland moskoviter efteråt visade att förbudet mot parkering på trottoarer var populärt: nästan 75 % av de tillfrågade hade en "negativ" eller "snarare negativ" syn på tillåten parkering på trottoarer, och endast 13 % hade en "positiv" eller "snarare positiv" syn. Dessutom stödde 76 % av deltagarna i undersökningen stadsmyndigheternas beslut att ta bort parkeringsplatserna på Tverskaja.

### Askkoppar på Tverskaja
Volontärer från "Stadsperspektiv" genomförde en studie av rökarnas beteende på Tverskaja. Här, liksom i andra studier av stiftelsen, användes Jan Gehls metodik. Åtta punkter valdes ut på Tverskaja-gatan, och vid varje punkt räknades antalet rökare, antalet cigarettfimpar som kastades på marken och antalet cigarettfimpar som kastades i soptunnan under 15 minuter varje timme.
Samtidigt som undersökningarna påbörjades förberedelserna för ett projekt för att installera askkoppar. Designen av askkopparna, som skulle fästas på stolpar, utvecklades av Art. Lebedev Studio. Varlamov sa att "Stadsperspektiv" skulle installera askkopparna utan myndigheternas vetskap.
Initiativet liknar en kampanj av den ideella organisationen Mall:Npo för att minska antalet cigarettfimpar som slängs på gatorna: deras erfarenhet visar att liknande åtgärder leder till en minskning av antalet cigarettfimpar med i genomsnitt 54 %. Myktighetsrepresentanter var dock negativa till initiativet och kallade det för ett PR-trick. De sa också att det var förbjudet att installera askkoppar på egen hand på grund av säkerhetsrisker.

### Utställningen "Städer för människor"
Från 17 till 26 november 2012 hölls utställningen "Stadsperspektiv" på Schusevs statliga museum för arkitektur. Resultaten från undersökningar som genomförts av "Stadsperspektiv" presenterades. Stånden som utgjorde utställningen fokuserade på stadens huvudproblem och visade sätt att förbättra stadsmiljön.
Ett antal föreläsningar och diskussioner hölls för utställningens besökare. Experter på stadsmiljö, tjänstemän från Moskva och medlemmar i oppositionsorganisationer deltog. Bland talarna fanns Moskvas chefsarkitekt Sergej Kuznetsov,  koordinatorn för RosJKH-projektet, Dmitrij Levenets, VD:n för Mosgortrans Pjotr Ivanov och andra.

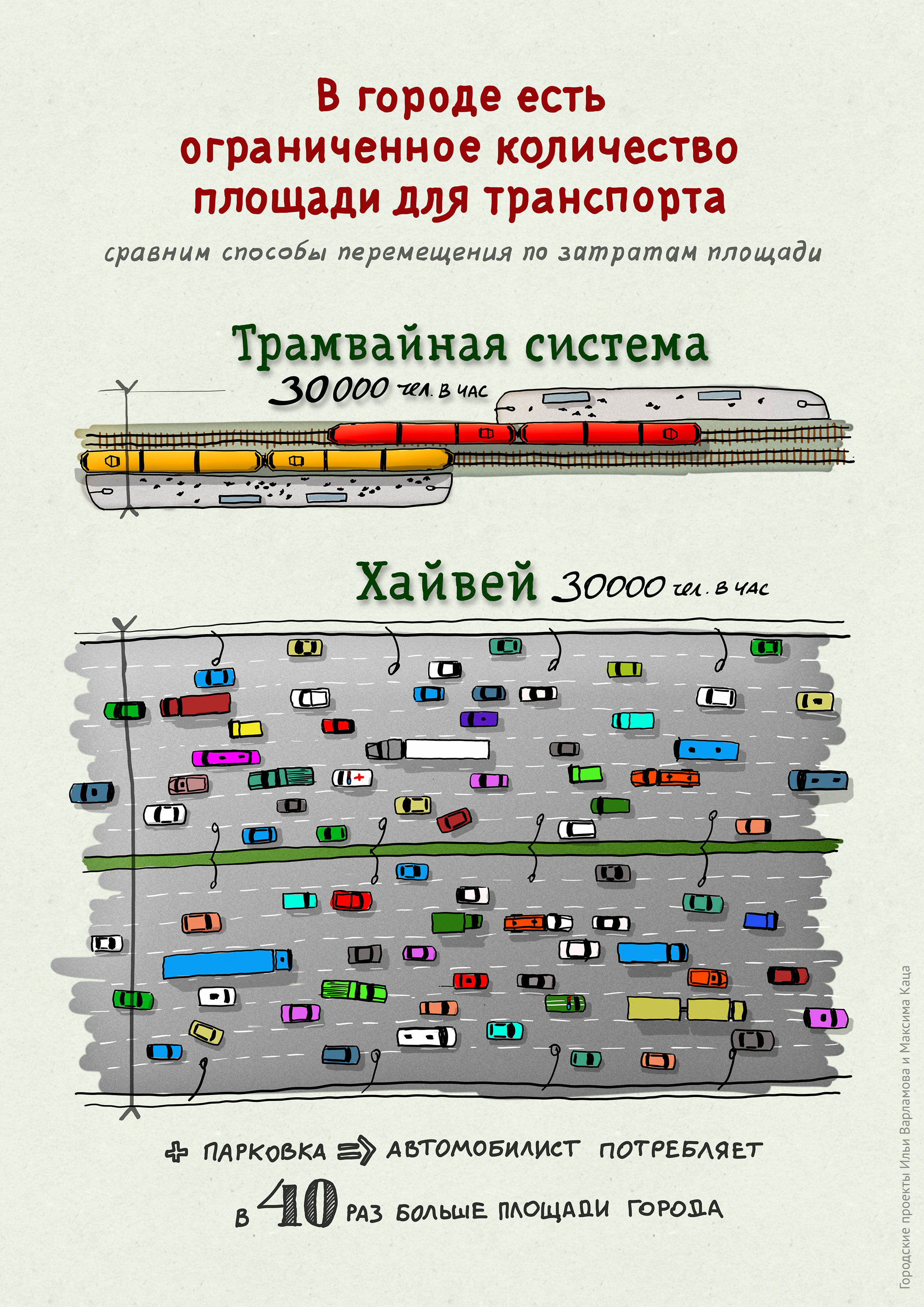
Om fördelarna med kollektivtrafik - affisch från utställningen "Städer för människor"

Museidirektören Irina Korobjina beskrev utställningen som ett nytt skede i museets liv och ett pilotprojekt för att skapa en diskussionsplattform inom museets ramar.

### Tunnelbanekartan
Moskvas transportdepartement utlyste tillsammans med "Stadsperspektiv" en tävling för att skapa en ny karta över Moskvas tunnelbana, som skulle finnas i vagnarna 2013. Stiftelsen utarbetade ett dokument med krav på den nya kartan. Bland annat skulle kartan för första gången innehålla flera varianter: en kompakt version för vagnar och en mer komplett version för stationer. Särskild uppmärksamhet ägnades åt information om andra stomlinjer och byten till dem. Kraven innebar också att det skulle finnas QR-koder till tunnelbanans webbplats, information om infartsparkeringsplatser och speciella markeringar för stationer som är anpassade för personer med funktionsnedsättning.
Stiftelsen utsåg en jury för att välja ut bidragen. Jurymedlemmarna var bland annat chefen för designteamet för Yandex Maps, Andrej Karmatskij, den tyske järnvägsexperten Robert Schwandl, rådgivaren till chefen för Moskvas transportdepartement, Aleksej Mitjaev, och andra. I januari 2013 hölls en online-omröstning på transportdepartementets webbplats, som vanns av Art. Lebedev Studios bidrag.

### Demonstration på Triumfalnajatorget

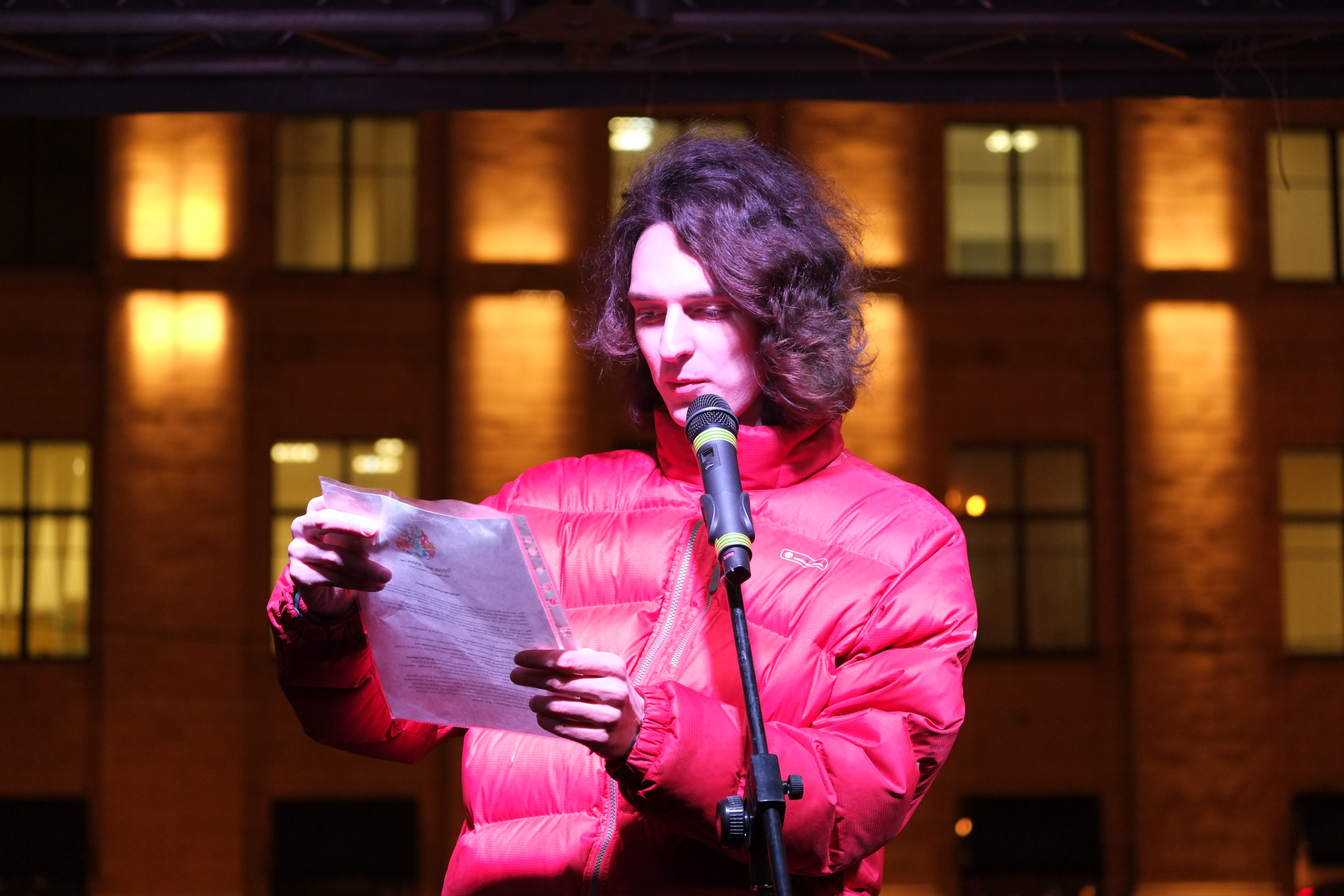
Maksim Kats läser upp resolutionen från demonstrationen mot ombyggnaden av Triumfalnajatorget

"Stadsperspektiv" förberedde och höll en demonstration mot ombyggnaden av Triumfalnajatorget. Demonstrationen ägde rum på Triumfalnajatorget den 28 november 2013 och samlade, enligt olika uppskattningar, mellan 70 och 198 personer. Deltagarna i demonstrationen motsatte sig ombyggnadsprojektet, som innebar att en entreprenör skulle anlitas genom en upphandling där de viktigaste kriterierna var kostnad och tidsplan, utan att en lämplig professionell arkitekttävling hölls. Förutom Maksim Kats och Ilja Varlamov talade även Moskvahistorikern Aleksandr Usoltsev vid demonstrationen. Moskvas myndigheter beslutade senare att upphäva resultaten av den upphandling som redan hade genomförts och att hålla en arkitekttävling.

### Kampanj till stöd för trolleybussen
Våren 2016 organiserade "Stadsperspektiv" en kampanj till stöd för trolleybussar i Moskva. På några månader samlades över 17 000 namnunderskrifter till stöd för det bekväma och miljövänliga transportsättet, underskrifterna skrevs ut och lämnades in till Moskvas stadshus. Kampanjen samlade in över 2,5 miljoner rubel i donationer för att sprida information i radio och dela ut tidningar på gator och i kollektivtrafiken, och många medier skrev positivt om initiativet. Hittills har dock inget av transportdepartementets löften uppfyllts, och trolleybussarna i Moskva skrotades 2020.

### Trafikolyckskartan
År 2020 gick "Stadsperspektiv" med i teamet för det ideella projektet Trafikolyckskarta, som visualiserar olycksdrabbade platser på en online-karta baserat på öppna data som publiceras av trafikpolisen.

### Utgiven boken "100 råd till din stads borgmästare"
I mars 2020 publicerade "Stadsperspektiv" boken "100 råd till din stads borgmästare", som innehåller rekommendationer för stadsutveckling och förbättring av invånarnas liv. Mer än två miljoner rubel samlades in genom gräsrotsfinansiering för att publicera boken. Stiftelsen lanserade webbplatsen "Upplys tjänstemannen", där man kan köpa böcker och skicka dem till tjänstemän i ryska regioner.

### Spårvagnsprojekt på Sadovoje Koltso
"Stadsperspektiv" utarbetade en spårvagnslinje på Sadovoje Koltso, som historiskt sett har funnits där. Enligt planen ska spårvagnslinjen ligga i mitten av körbanan, vilket kommer att öka gatans transportkapacitet från nuvarande 1 570 till 15 000 personer per timme.

### Renovering av en frisk person med Zjuzino-distriktet som exempel
I februari 2021 utarbetade stiftelsen, tillsammans med "Shtab"-centret för stadsprojekt och Zjuzino-staben, ett alternativt renoveringsprojekt för Zjuzino-distriktet i Moskva. Genomförandet av detta projekt skulle göra det möjligt att undvika att hugga ner områdets park och i stort sett bevara den låga bebyggelsen.

### Återföra Neglinkafloden till ytan
I mars 2021 publicerades ett projekt på stiftelsens webbplats för att återföra Neglinkaflodens fåra till ytan (för närvarande är fåran nedgrävd i rör). Enligt Ilja Varlamov, en av stiftelsens grundare, kan återförandet av floden från de underjordiska kulvertarna förändra utseendet och funktionen i Moskvas historiska centrum och locka fler turister till huvudstaden. Som ett exempel på ett liknande framgångsrikt projekt nämner Varlamov Seoul, där Tjeonggtjeongtjeon-flodens fåra, som under 30 år hade runnit i rör under en väg, återfördes till ytan.

## Verksamhet i andra regioner

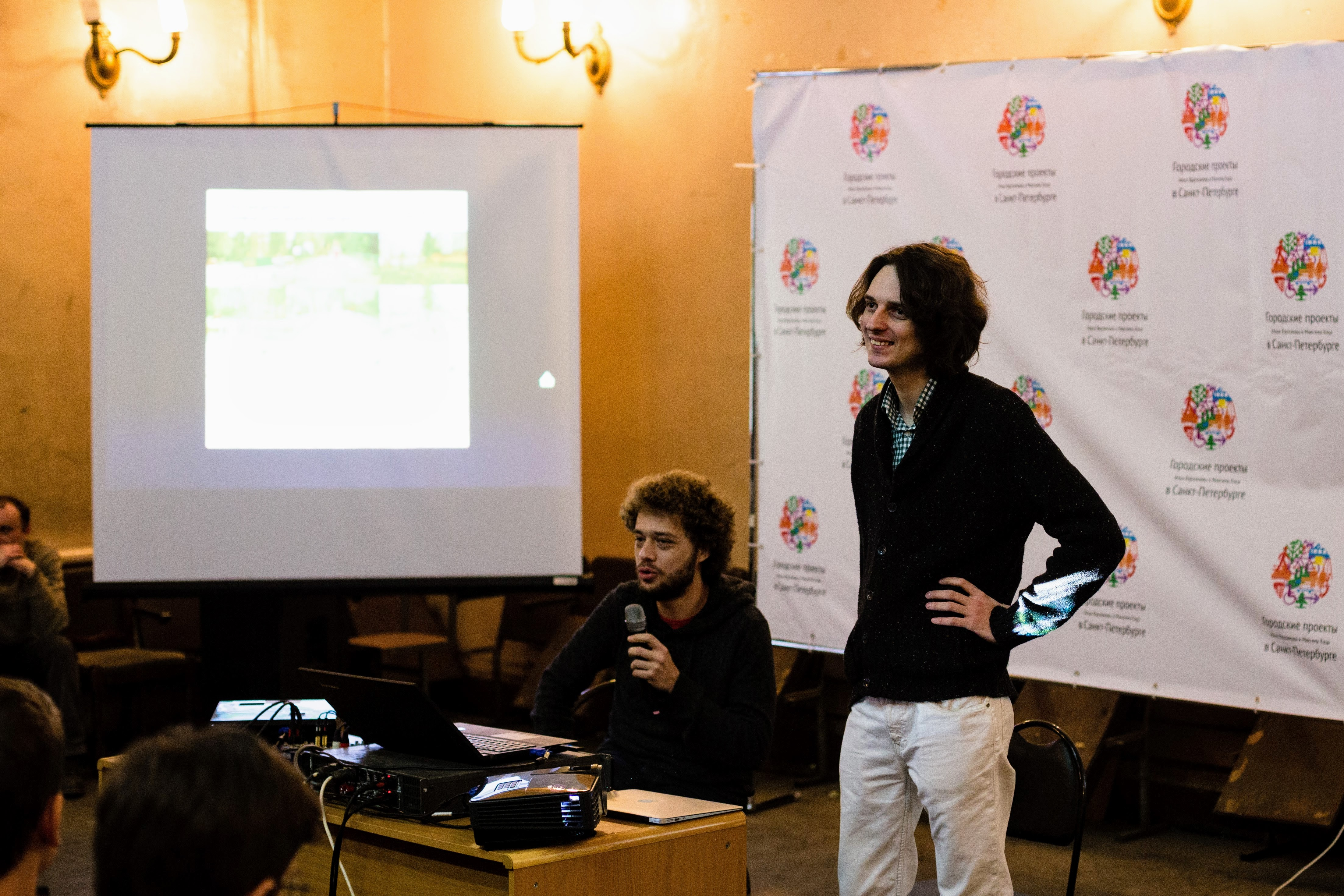
Maksim Kats och Ilja Varlamov vid invigningen av "Stadsperspektivs" avdelning i Sankt Petersburg, 2014

Även om stiftelsen "Stadsperspektivs" verksamhet är koncentrerad till Moskva, förklarade dess grundare i början av sitt arbete att de var redo att ge juridiskt och informativt stöd till färdiga regionala projekt. I slutet av 2014 grundade aktivisten Pavel Safronov från Syktyvkar en filial av stiftelsen i Sankt Petersburg.

### Nationellt nätverk
År 2020 startade stiftelsen ett nätverk av regionala avdelningar i huvudstäderna i Rysslands delstater och samlade på några månader över tiotusen anhängare. I varje regional avdelning hölls val av avdelningschef. Under året öppnade stiftelsen representanter i 100 städer i landet, och antalet anhängare nådde 20 000.
Den 4 mars 2022 pausades alla avdelningars arbete på obestämd tid. Vid tidpunkten för avdelningarnas paus hade stiftelsen över 30 000 anhängare, varav nästan 4 000 från Moskva.

### Koncept för utveckling av parken "Zarosli" i Sankt Petersburg
Istället för Sankt Petersburgs myndigheters plan att bygga en väg på en ödetomt vid Makarovs kaj på Vasiljevskijön föreslog "Stadsperspektivs" avdelning i Sankt Petersburg att man skulle anlägga en ny stadspark, "Zarosli". Över 4 000 namnunderskrifter samlades in till stöd för att skapa parken, och en transportmodellering visade att byggandet av vägen till och med kan försämra trafiksituationen.

### Undersökningar och genomförda förslag
I mars 2021 genomförde stiftelsens anhängare en undersökning av Sedova Street i Irkutsk. Resultatet blev att ett signalerat övergångsställe anlades nära Musikteatern, vilket minskade antalet överträdelser av trafikreglerna av fotgängare.
I Tjumen sänktes cirka 100 trottoarkanter efter att stiftelsens anhängare rapporterat till stadens förvaltningar att de inte uppfyllde höjdnormerna.
Stiftelsens avdelning i Jekaterinburg undersökte bilparkeringen på Malysjeva Street och fann att flera felparkerade bilar dagligen stör cirka 6 500 personer. Ett dygn efter att informationen från undersökningen publicerades i media avgränsades trottoaren med betonghemisfärer som förhindrar parkering. I slutet av 2021 gick stadens myndigheter med på att avgränsa ytterligare sex busshållplatser i staden med stolpar.

### Regionala kampanjer till stöd för eltransporter
I juli 2020 samlade stiftelsens anhängare i Brjansk in namnunderskrifter till stöd för inköp av nytt trolleybussfordon och mot de planerade ändringarna av linjenätet. Stadens tjänstemän backade från ändringarna, och 2022 påbörjades förnyelsen av trolleybussflottan i Brjansk.
I mars 2021, efter en kampanj till stöd för spårvagnarna i Kursk, gav guvernören för Kursk oblast, Roman Starovojt, order om att påbörja projekteringsarbete för rekonstruktion, reparation och byggande av spårvagnsinfrastruktur.

## Organisation av valkampanjer

### 2013 - borgmästarvalet i Moskva
År 2013 fungerade stiftelsens chef, Maksim Kats, som biträdande chef för kandidaten Aleksej Navalnys valkampanjstab. Enligt Kats var det inte bara han från "Stadsperspektiv"-teamet som ingick i staben: "Vi deltog i Aleksej Navalnys valkampanj, - det var uppenbart att det inte var ett val om stadsfrågor, utan om politik". I slutet av kampanjen lämnade Kats staben på grund av en konflikt med Navalnyj. Enligt Navalnyj motsatte sig Kats protester om han förlorade valet. Enligt en annan version var orsaken en konflikt mellan Ekaterina Patjulina (gift med Kats 2022) och stabschefen Leonid Volkov.
Ett utmärkande drag i kampanjen var installationen av över 1 000 så kallade "valkampanjkuber" - fällbara, fyrkantiga valkampanjstånd där kampanjverksamhet bedrevs. Aleksej Navalnyj förlorade valet i första omgången med 27,24 % av rösterna.

### 2014 - valet till Moskvas stadsduma
Inför valet till Moskvas stadsduma 2014 planerade "Stadsperspektiv" att skapa en stab för att stödja oberoende kandidater. Idén fick dock inget stöd från andra oppositionsstyrkor. Som ett resultat deltog stiftelsens chef, Maxim Kats, i valet som oberoende kandidat.

### 2017 - lokalval i Moskva
År 2017 organiserade stiftelsens chef, Maksim Kats, tillsammans med Dmitrij Gudkov en stab för att stödja oberoende kandidater i lokalvalen, som blev känd som "politisk Uber".

### 2019 - lokalval i Sankt Petersburg, val till Moskvas stadsduma
I februari 2019 meddelade "Stadsperspektiv" att de skulle delta i lokalvalen i Sankt Petersburg och öppnade "Staben för Sankt Petersburgs förvandling". Projektet lade fram förslag till förändringar av offentliga platser, kajer, gårdar, parker och gator i Sankt Petersburg och uppmanade invånarna att delta i lokalvalen.
Maksim Kats utsågs till chef för Jabloko-partiets valkampanjstab, och alla kandidater som ställde upp på uppmaning av "Stadsperspektiv" ställde upp för Jabloko. 99 Jabloko-kandidater blev invalda.
Samtidigt som lokalvalen i Sankt Petersburg genomförde "Stadsperspektiv" två valkampanjer till Moskvas stadsduma: för Darja Besedina (distrikt 8) och Anastasia Brjukhanova (distrikt 42). Maksim Kats meddelade starten av valkampanjen till Moskvas stadsduma den 17 februari 2019. Målet var att driva frågan om att riva de motorvägar som byggts i Moskva (en av dessa motorvägar, Leningradskij Prospekt, går genom distrikt 8). Besedina, som den 8 september 2019 blev invald i Moskvas stadsduma, ställde upp för Jabloko-partiet och genomförde en omfattande valkampanj som ägde rum mot bakgrund av de protester i Moskva 2019 som utbröt kring valet till Moskvas stadsduma.

### 2020 - val till regionala stadsduman
År 2020 stödde "Stadsperspektiv" 63 kandidater med pro-urbanistiska åsikter i valet till stadsduman i olika regioner i Ryssland. Sju av de kandidater som stöddes blev invalda.

### 2021 - val till statsduman och Moskvas stadsduma
År 2021 genomförde "Stadsperspektiv" två valkampanjer: stiftelsens medarbetare Anastasia Brjukhanova ställde upp som kandidat till statsduman, och Pjotr Karmanov deltog i fyllnadsvalet till Moskvas stadsduma. Valet präglades av den första användningen av systemet för distansröstning (DEG). Medarbetare i Brjukhanovas stab hävdar att användningen av DEG ledde till att hon förlorade valet, eftersom resultaten från DEG och resultaten från den offline-röstning som genomfördes i valurnor skiljde sig avsevärt åt. Man hävdar också att det förekom statistiska avvikelser.

### 2022 - lokalval i Moskva
År 2021 meddelade "Stadsperspektiv" att de skulle genomföra en kampanj för att stödja oberoende kandidater i lokalvalen i Moskva, liknande "Förenade demokraterna"-projektet 2017.